# 0の奏香師
『0の奏香師』（ゼロのそうこうし）は、由貴香織里による日本の漫画作品。
全3話。『花とゆめプラス』（白泉社）2004年9月15日号と2005年10月25日号、『別冊花とゆめ』（同）2006年7月号に掲載された。

## あらすじ
どんな匂いも嗅ぎ分ける調香師の高校生・奏（かなで）が、「香り」を手がかりに、顧客の娘の失踪事件など様々な事件を追う。

## 登場人物
斎川 奏（さいかわ かなで）
調香師。嗅覚は生まれつき敏感だったが、正式に調香師になって以来、ますます磨かれ、現在ではどんな匂いも嗅ぎ分けることができる。ヴェルサイユの国立フレグランススクールへ留学していた。
体臭を出さないために、ミネラルウォーターしか飲まず、様々な匂いが混じりあう人ごみや雑踏が苦手で、防毒マスクのようなものを装着している。
祖母が家で合気道道場をしている。一時はみっちりしごかれたが、叔父の跡を継ぎ、調香師の道を選んだときに、「二度と技を使わない」旨の誓約書を書かされた。
アナイス
フランス人。奏の血の繋がらないいとこ（奏の叔母の夫〔フランス人〕の連れ子）。日本育ちのため、日本語しか話せない。金髪で美人。
性格は負けず嫌い。幼い頃は虚弱体質で、香水かぶれを起こしてしまうほど肌が弱かったが、祖母の道場で合気道を始めてからは体質改善され、必要以上に健康体になった。